# Komisariat Straży Granicznej „Dzietrzkowice”
Komisariat Straży Granicznej „Dzietrzkowice” – jednostka organizacyjna Straży Granicznej pełniąca służbę ochronną na granicy polsko-niemieckiej w latach 1928–1939.

## Geneza
Na wniosek Ministerstwa Skarbu, uchwałą z 10 marca 1920 roku, powołano do życia Straż Celną. W 1921 roku w Dzietrzkowicach stacjonował sztab 1 kompanii 4 batalionu celnego. Od połowy 1921 roku jednostki Straży Celnej rozpoczęły przejmowanie odcinków granicy od pododdziałów Batalionów Celnych. Proces tworzenia Straży Celnej trwał do końca 1922 roku.
Komisariat Straży Celnej „Gola”, wraz ze swoimi placówkami granicznymi, wszedł w podporządkowanie Inspektoratu Granicznego Straży Celnej „Praszka”.
W drugiej połowie 1927 roku przystąpiono do gruntownej reorganizacji Straży Celnej. W praktyce skutkowało to rozwiązaniem tej formacji granicznej. Rozkazem nr 3 z 25 kwietnia 1928 roku w sprawie organizacji Wielkopolskiego Inspektoratu Okręgowego dowódca Straży Granicznej gen. bryg. Stefan Pasławski powołał komisariat Straży Granicznej „Dzietrzkowice”, który przejął ochronę granicy od rozwiązywanego komisariatu Straży Celnej.

## Formowanie i zmiany organizacyjne
Rozporządzeniem Prezydenta Rzeczypospolitej Polskiej Ignacego Mościckiego z 22 marca 1928 roku, do ochrony północnej, zachodniej i południowej granicy państwa, a w szczególności do ich ochrony celnej, powoływano z dniem 2 kwietnia 1928 roku Straż Graniczną. Rozkazem nr 3 z 25 kwietnia 1928 roku w sprawie organizacji Wielkopolskiego Inspektoratu Okręgowego dowódca Straży Granicznej gen. bryg. Stefan Pasławski przydzielił komisariat „Dzietrzkowice” do Inspektoratu Granicznego nr 13 „Wieluń” i określił jego strukturę organizacyjną. Już 15 września 1928 dowódca Straży Granicznej rozkazem nr 7 w sprawie zmian dyslokacji Wielkopolskiego Inspektoratu Okręgowego podpisanym w zastępstwie przez mjr. Wacława Szpilczyńskiego potwierdził organizację komisariatu. Rozkazem nr 11 z 9 stycznia 1930 roku reorganizacji Wielkopolskiego Inspektoratu Okręgowego komendant Straży Granicznej płk Jan Jur-Gorzechowski ustalił numer i nową organizację komisariatu. Rozkazem nr 3/31 zastępcy komendanta Straży Granicznej płk Emila Czaplińskiego z 5 sierpnia 1931 roku podplacówkę Bezula przemianowano na placówkę I linii. Rozkazem nr 3 z 31 grudnia 1938 roku w sprawach reorganizacji jednostek na terenach Śląskiego, Zachodniomałopolskiego i Wschodniomałopolskiego okręgów Straży Granicznej, a także utworzenia nowych komisariatów i placówek, komendant Straży Granicznej płk Jan Gorzechowski zniósł placówkę II linii „Skomlin”.
Rozkazem nr 12 z 14 lipca 1939 roku w sprawie reorganizacji placówek II linii i posterunków wywiadowczych oraz obsady personalnej, komendant Straży Granicznej gen. bryg. Walerian Czuma zniósł posterunek SG „Wieruszów” i placówkę II linii „Bolesławiec”. Z dniem 18 marca 1939 roku powołano 60 rezerwistów i zorganizowano z nich jeden pluton wzmocnienia Rozkazem nr 13 z 31 lipca 1939 roku w sprawach [...] przeniesienia siedzib i zmiany przydziałów jednostek organizacyjnych, komendant Straży Granicznej gen. bryg. Walerian Czuma przeniósł siedzibę komisariatu i placówkę II linii „Dzietrzkowice” do m. Radostów. Tym samym rozkazem przeniósł placówkę I linii „Bezula” do Dzietrzkowic.
Dyslokacja, obsada i zakwaterowanie
Na dzień 1 stycznia 1932:
| jednostka SG      | dyslokacja    | obsada     | obsada    | zakwaterowanie | zakwaterowanie  |
| ----------------- | ------------- | ---------- | --------- | -------------- | --------------- |
| jednostka SG      | dyslokacja    | oficerowie | szeregowi | skoszarowani   | nieskoszarowani |
| komisariat        | Dzietrzkowice | 1          | 1         | –              | 1               |
| placówki I linii  | Chróścin      | –          | 8         | –              | 8               |
| placówki I linii  | Gola          | –          | 10        | –              | 10              |
| placówki I linii  | Wójcin        | –          | 8         | –              | 8               |
| placówki I linii  | Krupka        | –          | 8         | 8              | –               |
| placówki I linii  | Bezula        | –          | 4         | 4              | –               |
| placówki I linii  | Toplin        | –          | 9         | 5              | 4               |
| placówki II linii | Bolesławiec   | –          | 3         | –              | 3               |
| placówki II linii | Dzietrzkowice | –          | 5         | –              | 5               |
| placówki II linii | Skomlin       | –          | 4         | –              | 4               |
| Razem             | Razem         | 1          | 60        | 17             | 43              |

## Służba graniczna
Siedziba komisariatu mieściła się w wynajętym przez skarb państwa budynku. Komisariat do dyspozycji posiadał dwa konie z bryczką. Każdy strażnik dysponował własnym rowerem. Jedyny służbowy rower wykorzystywany był przede wszystkim do dowożenia korespondencji ze Skomlina.
Kierownik Inspektoratu Granicznego „Wieluń” w dodatku do rozkazu organizacyjnego nr 3 z 19 lipca 1930 roku określił granice komisariatu:
- granica północna: od kamienia granicznego nr 1 w kierunku północnym wzdłuż Prosny do Dobrygościa;
- granica wewnętrzna: od Dobrygościa drogą przez Mieleszyn do Jawora, następnie przez zbocze wzgórza 188 do Klasaka, dalej Pustkowie Klasak do Skomlina (wył.), następnie w kierunku południowo-wschodnim przez zbocze wzgórza 198 do folwarku Wróblew;
- granica południowa: od kamienia granicznego nr 22 w kierunku północno-wschodnim przez folwark Grobla Królewska wzdłuż drogi Grobla–Wróblew do Wróblewa

Wydarzenia
Opis wydarzeń w 1931 roku:

Praca w organizacjach wojskowych i społecznych

W roku 1931 zorganizowano dzięki staraniom tutejszego Komisariatu oddziały Związku Strzeleckiego w następujących miejscowościach: w Dzietrzkowicach, Łubnicach, Wójcinie i Goli. Związki Strzeleckie zawdzięczają swoje wyniki dużej inicjatywie instruktorów spośród szeregowych Straży Granicznej. Praca P.W. i W. F. na terenie tutejszego Komisariatu rozwija się bardzo pomyślnie. Komisariat wyznaczył do pracy instruktorskiej P.W. 8 szeregowych. Na odcinku tutejszego Komisariatu istnieje już w sumie 10 oddziałów Związku Strzeleckiego, które liczą ogólnie 265 członków. Za ofiarną pracę na polu P.W. podano dwóch szeregowych wraz z Komendantem Komisariatu do odznaczenia. W październiku 1931 r. odbyły się na terenie tutejszego Komisariatu wspólnie z oddziałami P.W. zawody strzelecko – łuczne z broni mało kalibrowej. W zawodach tych 19 szeregowych zdobyło odznaki strzeleckie 3 klasy.
Wyniki służbowe

W roku 1931 udaremniono przemyt na łączną sumę zł. 2.812,05 gr. oraz zatrzymano 88 osób za nielegalne przekroczenie granicy.
Opis wydarzeń w 1932 roku:

Praca w organizacjach i społeczna

Staraniem kierownika Komisariatu w 1932 roku został utworzony 2 szwadron P.W. "Krakusów" przy 10 Dywizji p.p składający się z 3 konnych oddziałów: w Wieluniu, Skomlinie i Mokrsku. Ogółem na terenie odcinka Komisariatu istnieje 10 oddziałów Związku Strzeleckiego i 3 oddziały "Krakusów", szkoleniem których zajmuje się kierownik Komisariatu i 9 szeregowych.
Wyniki służbowe

W roku 1932 udaremniono przemyt na ogólną sumę zł 7.949,45 gr.
Opis wydarzeń w 1936 roku:

Obchody uroczystości w dniu 11 listopada 1936 r. Dnia 10 listopada o godz. 19 odbył się capstrzyk, zaś dnia 11 listopada o godz. 8:15 zbiórka oddziałów P.W. i Związku Rezerwistów przed Komisariatem w Dzietrzkowicach i raport, po czym o godz. 8:30 odmarsz na nabożeństwo do miejscowego kościoła parafialnego. Po nabożeństwie pochód oddziałów przez wieś zakończony defiladą, którą przyjął kierownik Komisariatu w obecności przedstawicieli władzy administracyjnej i nauczycieli. W uroczystości brały udział: drużyna Straży Granicznej, P.W., Straż Pożarna, Związek Rezerwistów, Harcerstwo, Orkiestra i dziatwa szkolna z nauczycielami na czele. Po defiladzie przed frontem Straży Granicznej odczytano rozkaz K.S.G nr. 9/36. Siedziby Komisariatu i placówek udekorowano zielenią i chorągiewkami w barwach narodowych.
Opis wydarzeń w 1939 roku:

Wzmocnienie granicy

Z dniem 18.04.1939 r. powołano 60 rezerwistów i zorganizowano jeden pluton, który umieszczony został w sali Straży Pożarnej i organistówce miejscowości Dzietrzkowice.
Sąsiednie komisariaty
- komisariat Straży Granicznej „Łęka Opatowska” ⇔ komisariat Straży Granicznej „Praszka” – 1928

## Funkcjonariusze komisariatu
| Kierownicy/komendanci komisariatu | Kierownicy/komendanci komisariatu | Kierownicy/komendanci komisariatu | Kierownicy/komendanci komisariatu |
| stopień                           | imię i nazwisko                   | okres pełnienia służby            | kolejne stanowisko                |
| --------------------------------- | --------------------------------- | --------------------------------- | --------------------------------- |
| komisarz                          | ? Polański                        | był w 1930 – ?                    |                                   |
| podkomisarz                       | Stefan Wojtkiewicz                | był w 1932 – ?                    | kierownik komisariatu „Horodenka” |
| starszy przodownik                | Stanisław Trzeciak                | 15 V 1937 – 16 XII 1937           |                                   |
| podkomisarz                       | Józef Pawłusiewicz                | 1 XII 1937 – IX 1939              |                                   |
| Zastępcy komendanta komisariatu   |                                   |                                   |                                   |
| starszy strażnik                  | Zenon Mailich                     | 1 V 1939 –                        |                                   |

Obsada personalna placówki :
- pomocnik - st. strażnik Zenon Hajlion - od 5.05.1938 r.[29]
- zastępca - p.chor. Słowik - do 1.09.1939 r.[27]
- szef kancelarii - Aleksander Milcarski - do 1.09.1939 r.[27]

## Struktura organizacyjna
| data              | IV 1928       | I 1930        | 1932          |
| ----------------- | ------------- | ------------- | ------------- |
| komenda           | Dzietrzkowice | Dzietrzkowice | Dzietrzkowice |
|                   |               |               |               |
| placówki I linii  | Chróścin      | Chróścin      | Chróścin      |
| placówki I linii  | Gola          | Gola          | Gola          |
| placówki I linii  | Wójcin        | Wójcin        | Wójcin        |
| placówki I linii  | Krupka        | Krupka        | Krupka        |
| placówki I linii  | Toplin        | Toplin        | Toplin        |
| placówki I linii  |               | Bezula        |               |
|                   |               |               |               |
| placówki II linii | Bolesławiec   | Bolesławiec   | Bolesławiec   |
| placówki II linii | Dzietrzkowice | Dzietrzkowice | Dzietrzkowice |
| placówki II linii | Skomlin       | Skomlin       | Skomlin       |